# Parc national des Hartz Mountains
Le parc national des Hartz Mountains est un parc national australien, en Tasmanie, à 55 km au sud-ouest de Hobart. Il est généralement couvert de neige en hiver, avec un accès limité aux seuls 4x4. Seuls les randonneurs expérimentés peuvent parcourir les pistes (lac Esperence - 90 minutes aller-retour et pic Hartz - 4 à 5 heures aller-retour) en hiver. Lorsque la neige fond à la fin du printemps, les chutes d'eau qui entourent le parc sont magnifiques et la faune abondante.   Le parc fait partie du site du patrimoine mondial de la zone de nature sauvage de Tasmanie.
C'est l'un des 20 parcs nationaux de Tasmanie.

### Liens externes

Vue ouest du parc des Hartz Mountains. Presque au centre, sur l'horizon, au dessus de la pente ombrée, se distingue le pic de la Fédération.